# Le Chasseron
Le Chasseron är en bergstopp i Schweiz. Den ligger i distriktet Jura-Nord vaudois och kantonen Vaud, i den västra delen av landet, 70 km väster om huvudstaden Bern. Toppen på Le Chasseron är 1 606 meter över havet. Le Chasseron ingår i Jurabergen.